# Райнгольтероде
Райнгольтероде (нім. Reinholterode) — громада в Німеччині, розташована в землі Тюрингія. Входить до складу району Айхсфельд. Складова частина об'єднання громад Ляйнеталь.
Площа — 8,73 км2. Населення становить 775 ос. (станом на 31 грудня 2021).

## Галерея

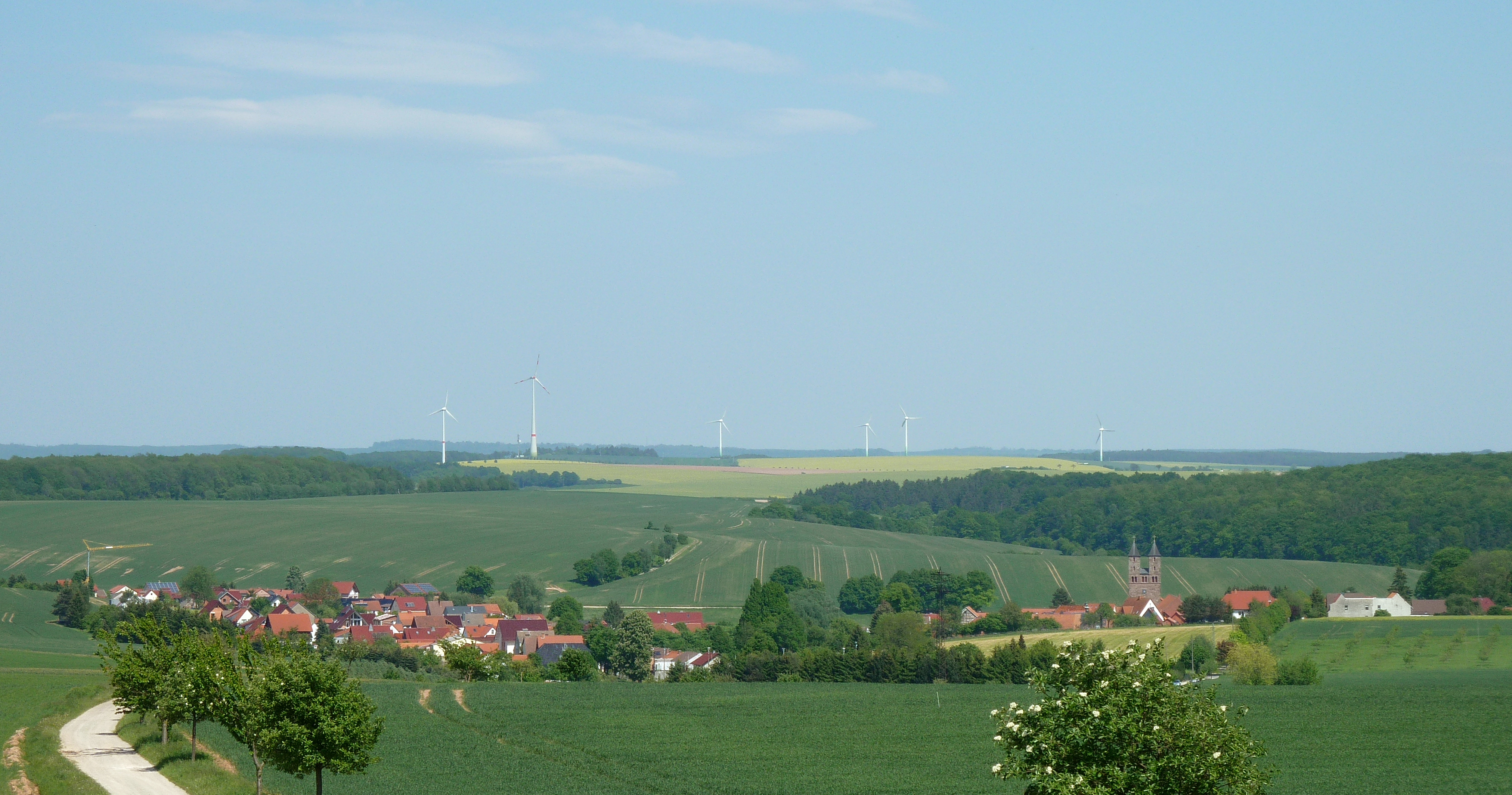
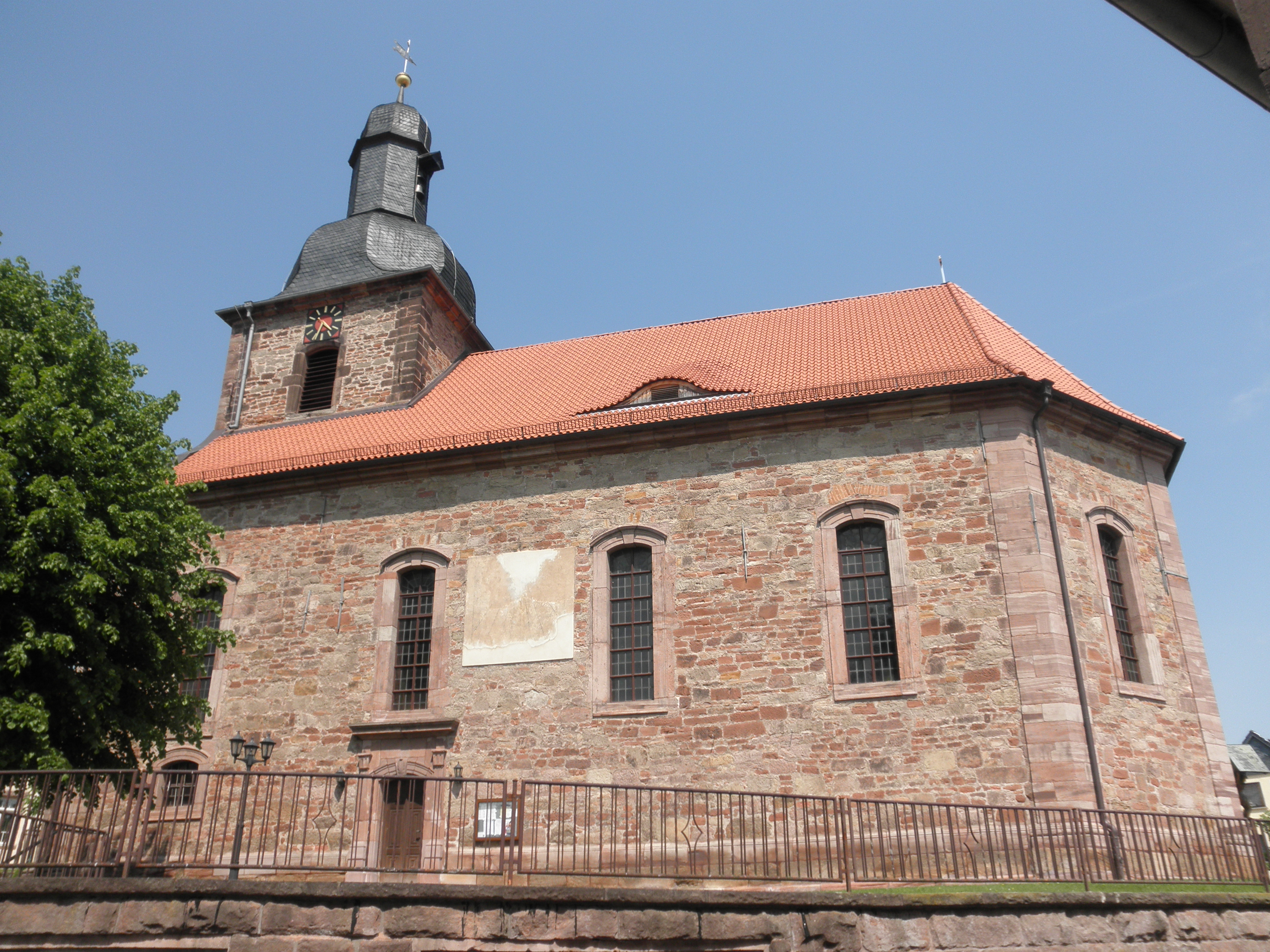